# The Dark Knight Rises
Série The Dark Knight
The Dark Knight : Le Chevalier noir
(2008)
Pour plus de détails, voir Fiche technique et Distribution.
The Dark Knight Rises, ou L'Ascension du Chevalier Noir au Québec et au Nouveau-Brunswick, est un film de super-héros américano-britannique réalisé par Christopher Nolan, sorti en 2012.
Fondé sur le personnage de fiction de DC Comics, Batman, il s'agit du dernier volet de la trilogie The Dark Knight, comprenant également Batman Begins  (2005) et The Dark Knight : Le Chevalier noir (2008).
Le film débute huit ans après que Batman a disparu, passant du statut de héros à celui de fugitif. Prenant la responsabilité de la mort de Double-Face, le « Chevalier Noir » a tout sacrifié pour le mieux. Pendant un certain temps, le mensonge a l'effet escompté : la criminalité de Gotham City est presque éliminée par le commissaire James Gordon avec l'unité anti-crime de Double-Face. Mais l'arrivée à Gotham de Bane, un terroriste masqué, chamboule l'ordre établi et pousse Bruce à sortir de l'exil qu'il s'est imposé.
Rotten Tomatoes qualifie le film d'« ambitieux, réfléchi et puissant ».
C'est un gros succès du box-office mondial : The Dark Knight Rises a généré plus d'un milliard de dollars de recettes mondiales, ce qui en fait le deuxième film Batman, avec The Dark Knight : Le Chevalier noir, à franchir le cap du milliard de dollars de recettes. En plus d’être le film le plus rentable de Nolan, il s’agit d'un des meilleurs films au box-office, du troisième film le plus rentable de 2012, et du film Batman le plus rentable de tous les temps. Jusqu'à Aquaman en 2018, il était le film de l'univers DC le plus rentable. Considéré comme l'un des meilleurs films de la décennie, des films de super-héros et des meilleurs films de tous les temps.

## Synopsis

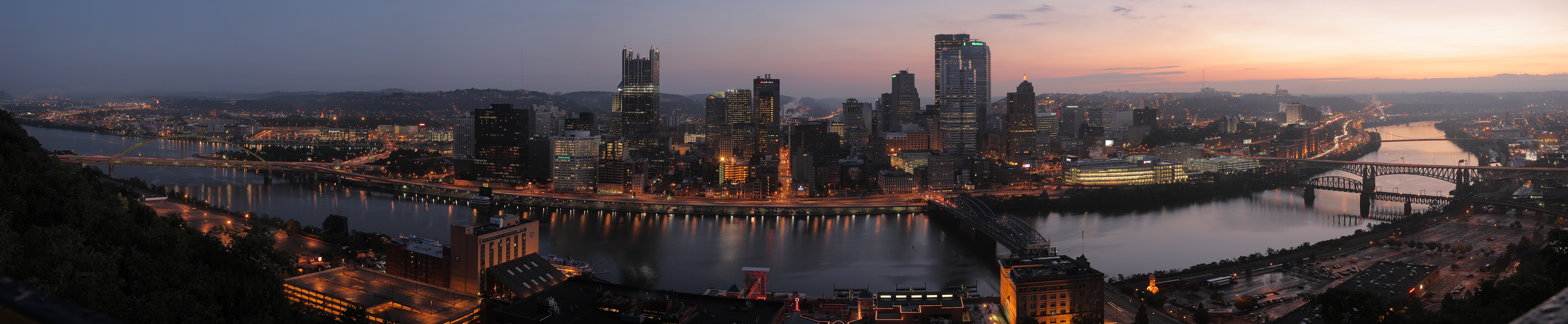
La ville américaine de Pittsburgh sert en partie de décor à Gotham City

Bane, un ancien membre de la Ligue des Ombres, mène une attaque contre un avion de la CIA au-dessus de l'Ouzbékistan pour enlever le docteur en physique nucléaire Leonid Pavel et simule sa mort dans l'accident.
Pendant ce temps, huit ans après la mort du procureur du district de Gotham City Harvey Dent, le crime organisé a été éradiqué à Gotham par une législation, le Dent Act, donnant des pouvoirs élargis à la police. James Gordon, commissaire de police, a gardé secrète la tuerie de Dent (bien qu'il ait hésité à révéler la vérité lors des funérailles de l'ex-procureur) et a laissé la responsabilité de ses crimes retomber sur le Batman, à la demande de ce dernier. Bruce Wayne, pleurant toujours la mort de Rachel Dawes, vit reclus dans son manoir et Wayne Enterprises a stagné.
Bane fait appel à l'homme d'affaires John Daggett pour acquérir les empreintes digitales de Bruce. La cambrioleuse Selina Kyle vole les empreintes de Bruce pour Daggett qui la double. Elle alerte la police, qui poursuit les hommes de main de Bane et Daggett dans les égouts pendant que Kyle s'enfuit. Gordon est capturé par Bane qui trouve sur lui un discours sur Dent, mais il s'échappe et est retrouvé par l'officier John Blake, un orphelin qui a déduit l'identité secrète de Bruce. Bane attaque la Bourse de Gotham et utilise les empreintes digitales de Bruce pour exécuter une série de transactions frauduleuses, laissant Bruce en faillite. Batman refait surface pour poursuivre les hommes de main de Bane. Craignant que Bruce ne se fasse tuer en combattant Bane, son majordome, Alfred Pennyworth, démissionne dans l'espoir de le sauver après avoir admis avoir brûlé une lettre que Rachel lui avait laissée disant qu'elle allait épouser Dent. Bane étend ses opérations et tue Daggett tandis que la nouvelle PDG de Wayne Enterprises, Miranda Tate et Bruce deviennent amants.
Kyle accepte d'emmener Batman à Bane mais le conduit en fait dans un piège sous la tour Wayne. Bane se réjouit de son intention d'accomplir la mission de Ra's al Ghul de détruire Gotham City avant de paralyser Batman pendant le combat en lui écrasant la colonne vertébrale. Il emmène ensuite Bruce dans une ancienne prison souterraine du Moyen-Orient, où Bruce apprend que l'enfant de Ra's al Ghul est né et a grandi dans la prison en ayant un protecteur qui l'a aidé à s'échapper, ce que l'on pensait impossible. De retour à Gotham, Kyle est arrêtée par Blake alors qu'elle tentait de fuir la ville avant que Bane n'enferme les forces de police dans les égouts, ne détruise tous les ponts entourant la ville sauf un, tue le maire Anthony Garcia, oblige Pavel à convertir le réacteur à fusion de Wayne Industries en une bombe à neutrons en décomposition avant de le tuer, expose les crimes de Dent à la ville par le biais de la lettre que Gordon avait hésité à lire au public des années plus tôt, sapant ainsi le système juridique, libère les prisonniers du Pénitencier de Blackgate, prend le contrôle de la ville et condamne l'élite de Gotham dans un tribunal prolétaire présidé par Jonathan Crane.
Cinq mois plus tard, Bruce se soigne, puis s'échappe de captivité de la même manière que l'enfant de Ra's al Ghul et retourne à Gotham. En tant que Batman, avec l'aide de Kyle, il libère la police et ensemble, ils affrontent l'armée de Bane dans les rues. Pendant la bataille, Batman domine Bane, mais Tate poignarde Batman à l'abdomen, se révélant être Talia al Ghul, l'enfant de Ra's al Ghul. Incapable d'activer le détonateur de la bombe car Gordon bloque le signal, Talia part à la recherche de la bombe. Kyle revient, tue Bane et aide Batman à poursuivre Talia, dans l'espoir de ramener la bombe dans la chambre du réacteur où elle pourra être stabilisée. Le camion de Talia s'écrase, mais elle inonde et détruit à distance la chambre du réacteur avant de mourir. N'ayant aucun moyen d'arrêter la détonation, Batman, après avoir révélé son identité à Gordon, utilise son engin aérien, la Batwing, pour transporter la bombe au-dessus de la mer, où elle explose en toute sécurité.
Batman est présumé mort et statufié comme un héros. Le Manoir Wayne devient un orphelinat et la succession de Bruce est laissée à Alfred. Gordon trouve le Bat Signal réparé, tandis que Lucius Fox découvre que Bruce a réparé le pilote automatique défectueux du Batwing. Blake, dont le prénom légal est révélé comme Robin, a démissionné de la police et reçoit un colis le menant à la Batcave. À Florence, Alfred retrouve fugacement Bruce vivant qui a entamé une relation amoureuse avec Kyle.

## Fiche technique
Sauf indication contraire, les informations mentionnées dans cette section peuvent être confirmées par les bases de données cinématographiques IMDb et Allociné,  présentes dans la section « Liens externes ».
- Titres original et français : The Dark Knight Rises
- Titre québécois : L'Ascension du Chevalier Noir
- Réalisation : Christopher Nolan
- Scénario : Christopher Nolan et Jonathan Nolan, d'après une histoire originale de Christopher Nolan et David S. Goyer, d'après les personnages créés par Bob Kane
- Musique : Hans Zimmer
- Direction artistique : Toby Britton, Kate Grimble, Zack Grobler, James Hambidge, Naaman Marshall, Jonathan Kevin Ong, Tom Still, Gerald Sullivan, Su Whitaker, Dean Wolcott, Robert Woodruff et Josh Lusby (non crédité)
- Décors : Nathan Crowley et Kevin Kavanaugh
- Costumes : Lindy Hemming
- Photographie : Wally Pfister
- Son : Gregg Landaker, Gary A. Rizzo, Matt Gruber, Jules Woods, Michael Babcock
- Montage : Lee Smith
- Production : Christopher Nolan, Charles Roven et Emma Thomas
  - Production exécutive (Inde) : Dileep Singh Rathore
  - Production déléguée : Benjamin Melniker, Thomas Tull, Michael E. Uslan et Kevin de la Noy (de)
  - Coproduction : Jordan Goldberg
- Sociétés de production[7] :
  - États-Unis : DC Entertainment, DC Comics, Legendary Entertainment, avec la participation de Warner Bros.
  - Royaume-Uni : Syncopy Films
- Sociétés de distribution : Warner Bros.
- Budget : 250 millions de $[8],[9]
- Pays de production :  États-Unis,  Royaume-Uni
- Langues originales : anglais américain, anglais britannique, arabe
- Format[10] : couleur (Technicolor) - 35 mm | 70 mm IMAX[11] | D-Cinema - 2,39:1 (Cinémascope) (Panavision)
  - son SDDS | Datasat | Dolby Digital | IMAX 6-Track
- Genre : action, thriller, drame, super-héros
- Durée : 164 minutes
- Dates de sortie[12] :
  - États-Unis, Royaume-Uni, Québec : 20 juillet 2012[13]
  - France, Belgique, Suisse romande : 25 juillet 2012[14],[15]
- Classification[16] :
  - États-Unis : accord parental recommandé, film déconseillé aux moins de 13 ans (PG-13 - Parents Strongly Cautioned)[Note 1]
  - Royaume-Uni : les enfants de moins de 12 ans doivent être accompagnés d'un adulte (12A - Suitable for 12 years and over)[17]
  - France : tous publics[18]
  - Belgique : tous publics (Alle Leeftijden)[14]
  - Suisse romande : interdit aux moins de 14 ans[19]
  - Québec : tous publics - déconseillé aux jeunes enfants (G - General Rating)[13]

## Distribution
- Christian Bale (VF : Philippe Valmont ; VQ : Antoine Durand) : Bruce Wayne / Batman
- Gary Oldman (VF : Vincent Violette ; VQ : Marc Bellier) : le commissaire James « Jim » Gordon
- Anne Hathaway (VF : Caroline Victoria ; VQ : Ariane-Li Simard-Côté) : Selina Kyle / The Cat
- Michael Caine (VF : Frédéric Cerdal ; VQ : Vincent Davy) : Alfred Pennyworth
- Joseph Gordon-Levitt (VF : Alexis Victor ; VQ : Hugolin Chevrette-Landesque) : John Blake / Robin
- Marion Cotillard (VF et VQ : elle-même) : Miranda Tate / Talia al Ghul
- Tom Hardy (VF : Jérémie Covillault ; VQ : Paul Sarrasin) : Bane
- Morgan Freeman (VF : Benoît Allemane ; VQ : Aubert Pallascio) : Lucius Fox
- Ben Mendelsohn (VF : Lionel Tua ; VQ : François Godin) : John Daggett
- Matthew Modine (VF : Emmanuel Jacomy ; VQ : Pierre Auger) : Peter Foley
- Liam Neeson (VF : Samuel Labarthe ; VQ : Éric Gaudry) : Henri Ducard / Ra's al Ghul
- Cillian Murphy (VF : Mathias Kozlowski ; VQ : Daniel Lesourd) : Dr Jonathan Crane / L'Épouvantail
- Juno Temple (VF : Jessica Monceau ; VQ : Claudia Laurie-Corbeil) : Jen Robinson
- Burn Gorman (VF : Stéphane Fourreau ; VQ : Martin Watier) : Phillip Stryver
- Josh Stewart (VF : Sébastien Desjours ; VQ : Pierre-Yves Cardinal) : Barsad, bras droit de Bane
- Nestor Carbonell (VF : Franck Capillery ; VQ : Jean-François Beaupré) : le maire Anthony Garcia
- Brett Cullen (VF : Nicolas Marié ; VQ : Jean-François Blanchard) : un député
- Chris Ellis (VF : Michel Ruhl ; VQ : Mario Desmarais) : le père Reilly
- Alon Aboutboul (VF : Julian Negulesco ; VQ : Gregory Hlady) : le Dr Leonid Pavel
- Daniel Sunjata (VF : Julien Meunier ; VQ : Patrice Dubois) : le capitaine Jones
- John Nolan (VF : Jean-Bernard Guillard) : George Fredericks
- Josh Pence : Ra's al Ghul jeune
- Joey King : Talia al Ghul jeune
- Reggie Lee (VF : Laurent Sao ; VQ : Jacques Lussier) : Ross
- Tom Conti (VF : Patrick Raynal ; VQ : Denis Gravereaux) : le prisonnier
- Uri Gavriel (VF : Saïd Amadis) : le prisonnier aveugle
- Christopher Judge (VF : Frantz Confiac) : un des mercenaires de Bane
- David Dayan Fisher (VF : Emmanuel Karsen) : un des mercenaires de la Bourse
- Rob Brown (VF : Gunther Germain) : Allen
- Thomas Lennon (VF : Olivier Chauvel ; VQ : Sylvain Hétu) : un docteur
- Desmond Harrington : un policier
- Elijah Burke : un révolutionnaire
- Wade Williams (VF : Patrice Melennec ; VQ : Stéphane Rivard) : le directeur de Blackgate
- William Devane (VF : Yann Brian) : le président des États-Unis
- Maggie Gyllenhaal : Rachel Dawes (caméo photographique)
- Aaron Eckhart : Harvey Dent (images d'archives, non crédité)
- Aidan Gillen (VF : Jérôme Pauwels) : l'agent de la CIA qui vient en avion pour récupérer le Dr Pavel au début du film.

- Version française
  - Société de doublage : Cinéphase
  - Direction artistique : Michel Derain
  - Adaptation des dialogues : Pierre Arson

Source et légende : Version française (VF) sur Allodoublage et Voxofilm ; Version québécoise (VQ) sur Doublage Québec

Photos des acteurs principaux
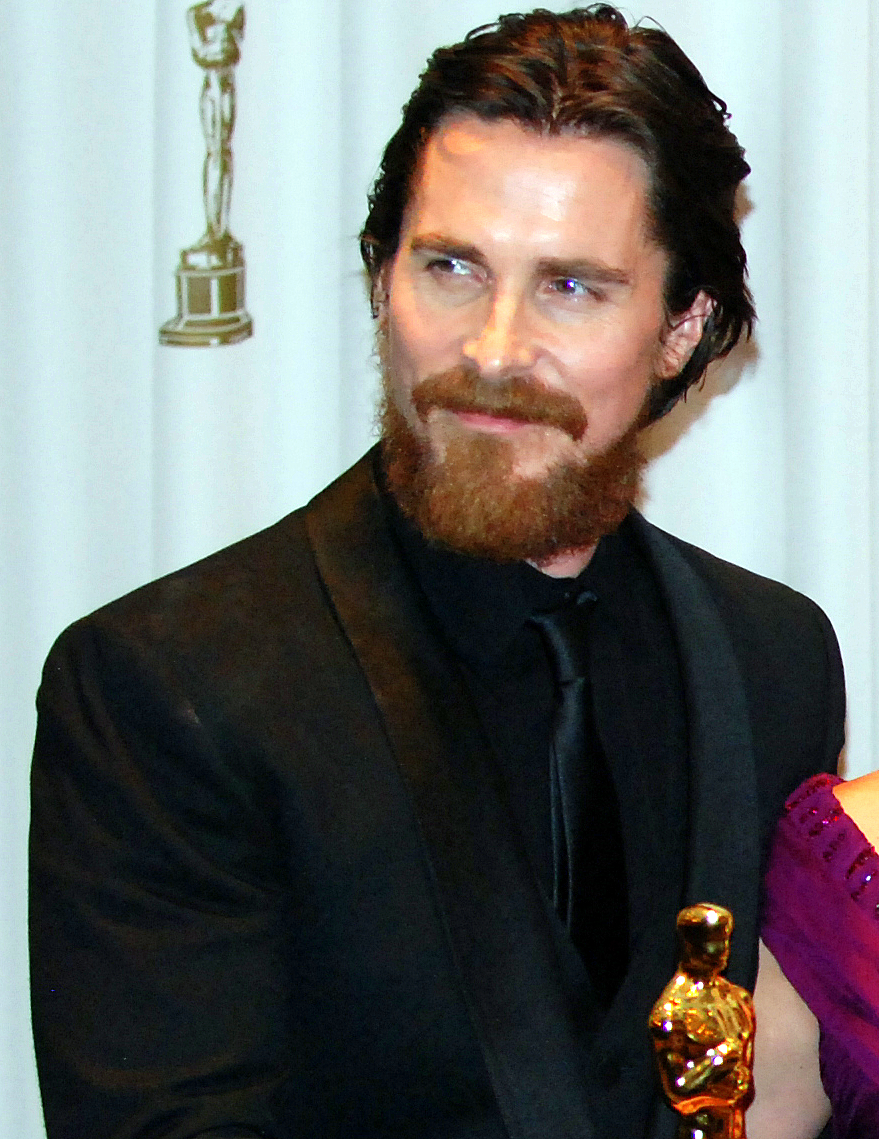
Christian Bale (Bruce Wayne / Batman)
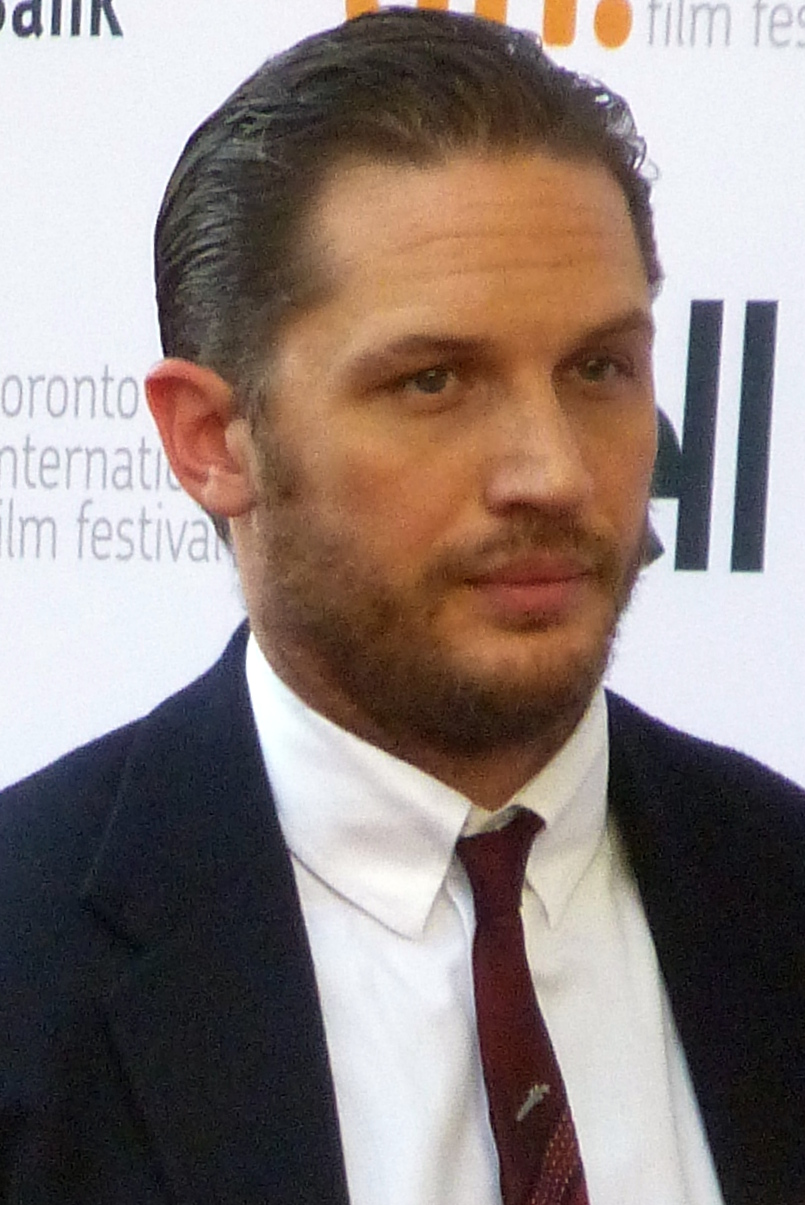
Tom Hardy (Bane)
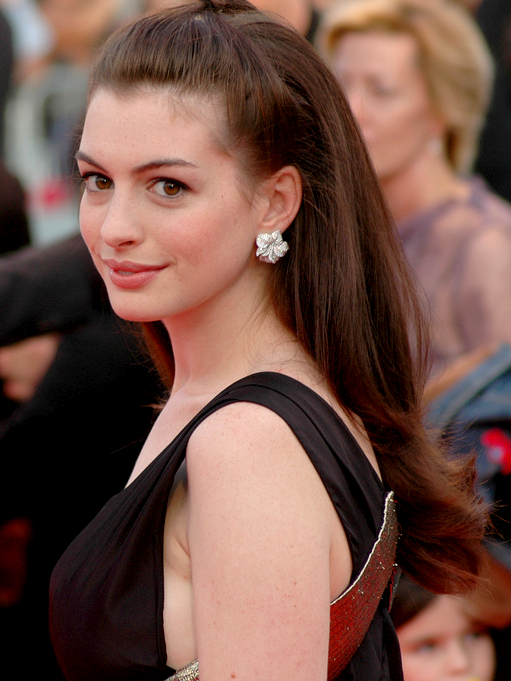
Anne Hathaway (Selina Kyle)
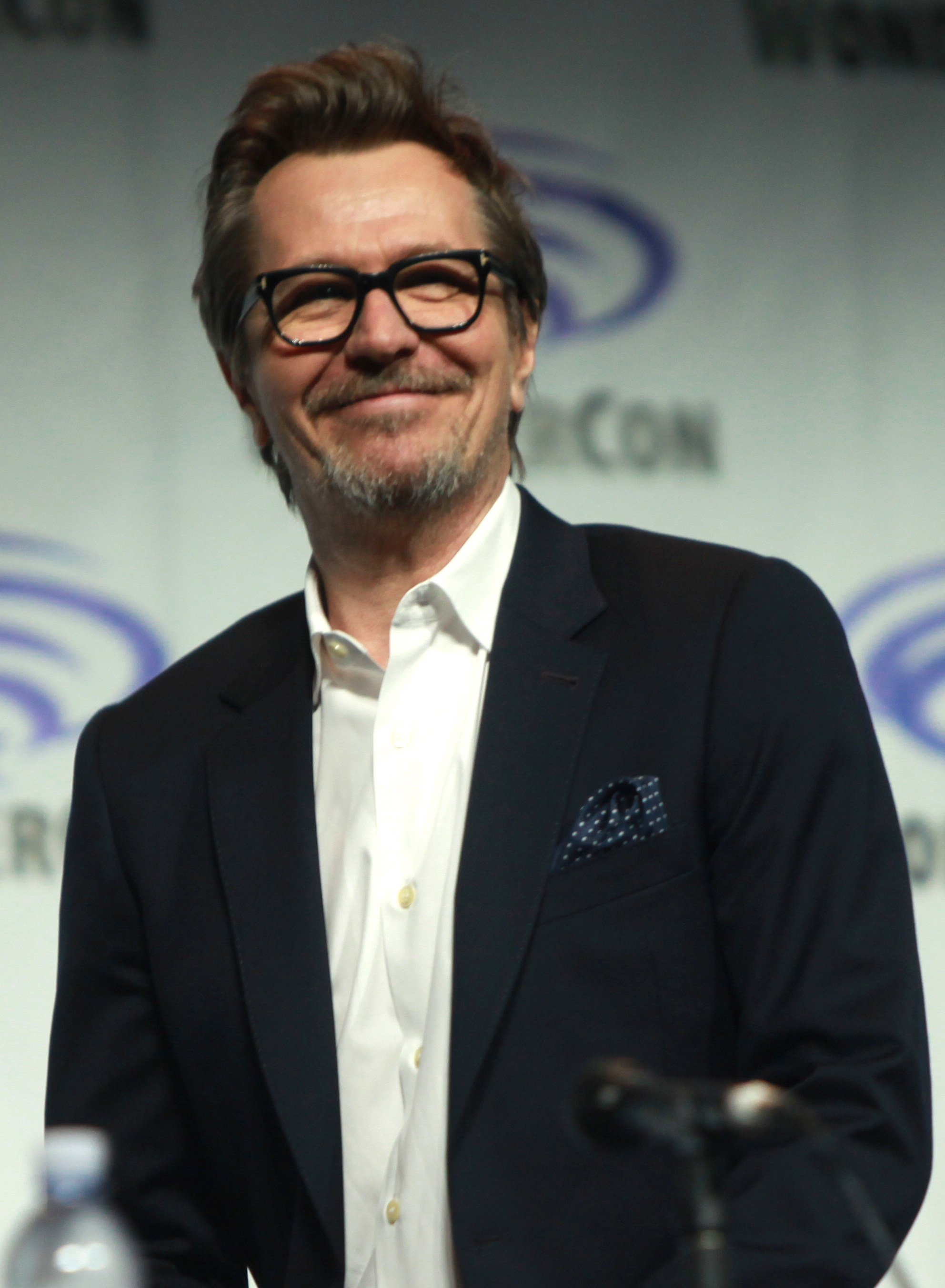
Gary Oldman (le commissaire James « Jim » Gordon)
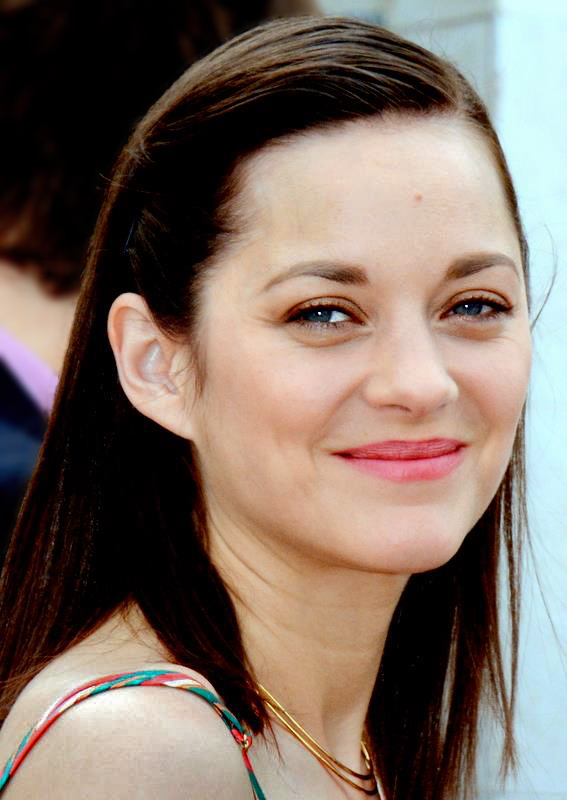
Marion Cotillard (Miranda Tate / Talia al Ghul)
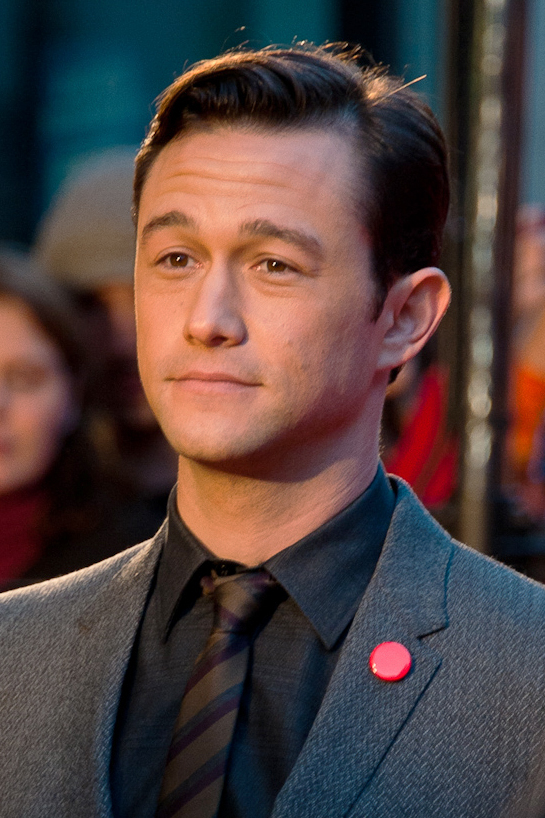
Joseph Gordon-Levitt (Robin John Blake)
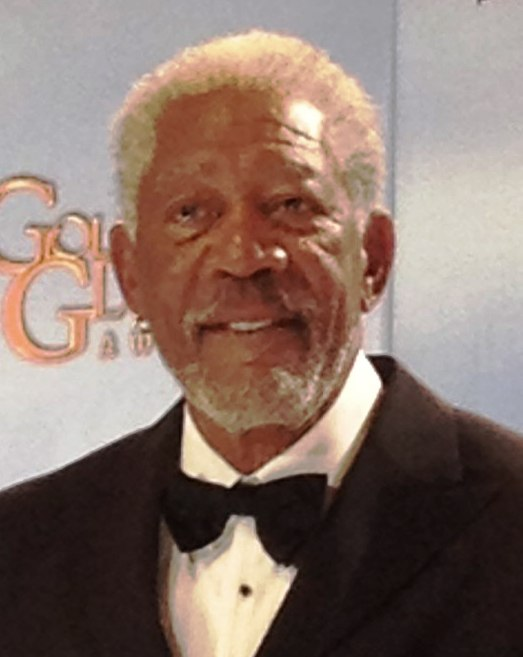
Morgan Freeman (Lucius Fox)
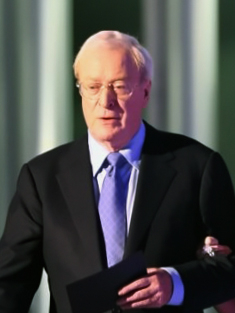
Michael Caine (Alfred Pennyworth)
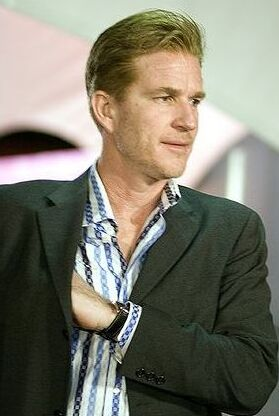
Matthew Modine (Peter Foley)

## Production

### Développement

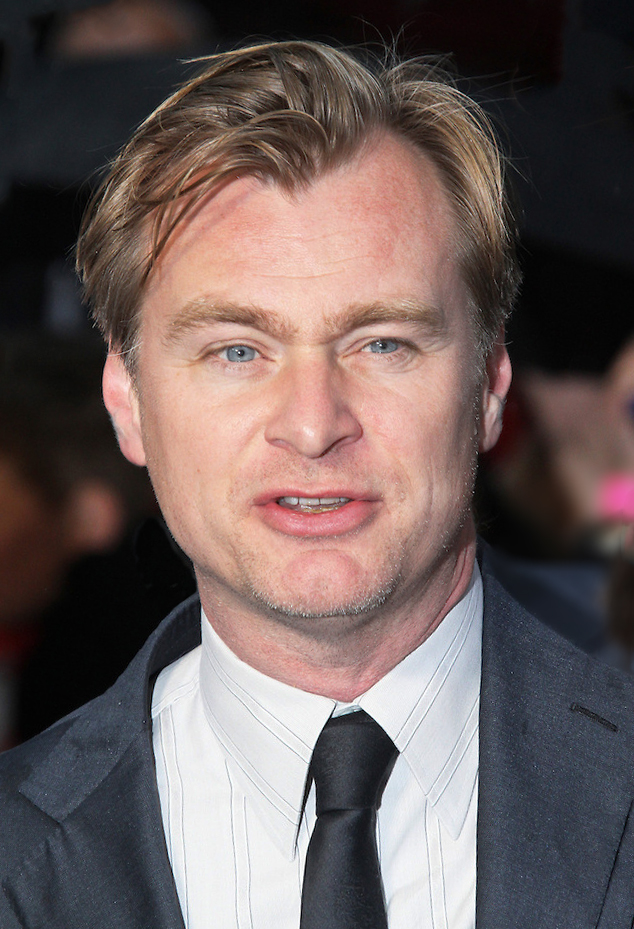
Christopher Nolan, le réalisateur de la trilogie.

Depuis le début de la trilogie, Christopher Nolan et David S. Goyer avaient imaginé les grandes lignes de chaque film. Le troisième épisode était censé raconter le procès du Joker et le personnage de Double-Face ne devait pas mourir. Mais la mort de Heath Ledger a bouleversé les projets et le troisième film a dû changer de ligne directrice. Cela est néanmoins nuancé par le fait que le traitement de Goyer fut radicalement modifié par les frères Nolan, il n'était pas garanti que le Joker reviendrait, même si la famille de l'acteur indiquait bien qu'il comptait apparaître dans la suite. Excepté la novelisation, Nolan a tenu à ce que aucune mention du Joker apparaisse dans le troisième volet. Le titre officiel est révélé le 27 octobre 2010 par le réalisateur lui-même.
Le 29 mars 2011, le nouveau grand patron de la Warner, Jeff Robinov, annonce que le troisième épisode du chevalier noir sera le dernier confié à Christopher Nolan. Ayant refusé à maintes reprises d'intégrer Batman dans la Ligue de justice d'Amérique, Christopher Nolan devrait se voir confier uniquement la production de ce nouveau reboot du chevalier noir.
Le 19 mai 2011, Warner Bros. annonce via un communiqué de presse le début de la production de The Dark Knight Rises ; ce communiqué reprend les informations révélées précédemment, et confirme l'intention de Christopher Nolan d'utiliser davantage les caméras IMAX, déjà présentes dans The Dark Knight : Le Chevalier noir[réf. nécessaire]. Selon le Los Angeles Times, la Warner aurait accordé une enveloppe de 250 millions de dollars au film sans compter les dépenses du marketing.
Christopher Nolan a puisé dans les séries The Dark Knight Returns, Batman Knightfall et No Man's Land du comics pour écrire avec son frère Jonathan le scénario de The Dark Knight Rises. Il affirme s'être fortement inspiré du roman de Charles Dickens, Le Conte de deux cités.

### Attribution des rôles
Avant toute annonce sur la distribution, les studios Warner annonçaient que l'ennemi du 3e film serait l'Homme-Mystère et serait incarné par Leonardo DiCaprio. Jusqu'au 19 janvier 2011, plusieurs actrices ont déclaré leur envie d'incarner le personnage de Selina Kyle comme Angelina Jolie, Rachel Weisz, Natalie Portman, Keira Knightley, Kate Mara, Gemma Arterton, Jessica Biel, Blake Lively, Lady Gaga, Charlotte Riley, Rhona Mitra, Megan Fox ou Charlize Theron. Mais les studios Warner Bros. ont annoncé, via un communiqué, qu'Anne Hathaway avait été sélectionnée pour interpréter le rôle de Selina Kyle ; lorsqu'elle s'est présentée pour l'audition, elle pensait auditionner pour le rôle de Harley Quinn. En même temps, il est annoncé que Tom Hardy devrait interpréter le rôle de Bane. Le 30 janvier 2011, Robin Williams annonce être en lice pour le rôle de Hugo Strange. Il avait déjà eu deux occasions de pouvoir participer aux précédents films Batman pour le rôle du Joker ou de l'Homme-Mystère en 1989 et 1995. Finalement, Hugo Strange n'apparaît pas dans le film.
Aaron Eckhart durant une interview sur CBS dit qu'il pourrait peut-être reprendre son rôle de Double-Face ce qui serait une bonne surprise pour les fans.
Juno Temple rejoint la distribution en mars 2011, pour un rôle indéterminé, mais les rumeurs tendent vers celui de Holly Robinson. Chloë Grace Moretz et Jennifer Lawrence furent également envisagées pour le même rôle.
Le 19 avril 2011, après plusieurs mois de rumeurs, Joseph Gordon-Levitt et Marion Cotillard sont officiellement annoncés à la distribution de The Dark Knight Rises pour incarner respectivement les personnages de John Blake (un policier en mission spéciale) et Miranda Tate (membre du conseil d'administration de Wayne Enterprises), les deux acteurs ayant déjà collaboré avec Christopher Nolan pour Inception (de même que Tom Hardy, Cillian Murphy et Michael Caine). Avant que Joseph Gordon-Levitt ne soit officiellement engagé, Leonardo DiCaprio, Ryan Gosling et Mark Ruffalo furent envisagés pour le même rôle. Le site Variety avait auparavant annoncé que Gordon-Levitt interpréterait Alberto Falcone, sans que cela soit confirmé par la suite. Le 13 mai 2011, l'épouse d'Alon Aboutboul annonce via Twitter que son mari a été engagé pour tenir le rôle d'un scientifique fou dans The Dark Knight Rises, scientifique qui pourrait bien être Hugo Strange. Il incarne en fait un personnage inédit, Leonid Pavel.
Le 21 mai 2011, trois nouveaux acteurs rejoignent la distribution : Matthew Modine, Tom Conti, et la jeune actrice Joey King, suivis par Chris Ellis et Brett Cullen le 23 mai 2011.
Le 16 juin 2011, on apprend que Liam Neeson, déjà présent dans Batman Begins reprendra son rôle de Ra's al Ghul, pour au moins une scène.
Déjà présent dans les deux films précédents, l'acteur Cillian Murphy reprendra son rôle du Dr Jonathan Crane pour la troisième et dernière fois.

### Costumes
La costumière Lindy Hemming déclare que Bane a un look entre le dictateur et un révolutionnaire. Elle a fabriqué elle-même le manteau de Bane en s'inspirant des vestes de l'armée suédoise et des redingotes de la Révolution française. Bruce Wayne, quant à lui, est majoritairement habillé en Armani. Christian Bale confie à l'édition anglaise du Huffington Post que le costume de Batman dans ce film n'est pas confortable : « Quand il fait froid le masque se resserre, et ça va mieux lorsqu'il fait chaud. Il est flexible mais après quelques prises j'ai essayé de respirer par le nez. J'ai commencé à voir des étoiles, explique la star de The Dark Knight Rises. Je me suis dit : « Il faut que je l'enlève. ». Et Dieu merci je pouvais avec celui-là, ce n'était pas possible sur Batman Begins. J'ai été obligé d'aller à l'intérieur parce que je ne pouvais laisser personne me voir sans le masque (…) C'était bizarre. »

Costumes et accessoires
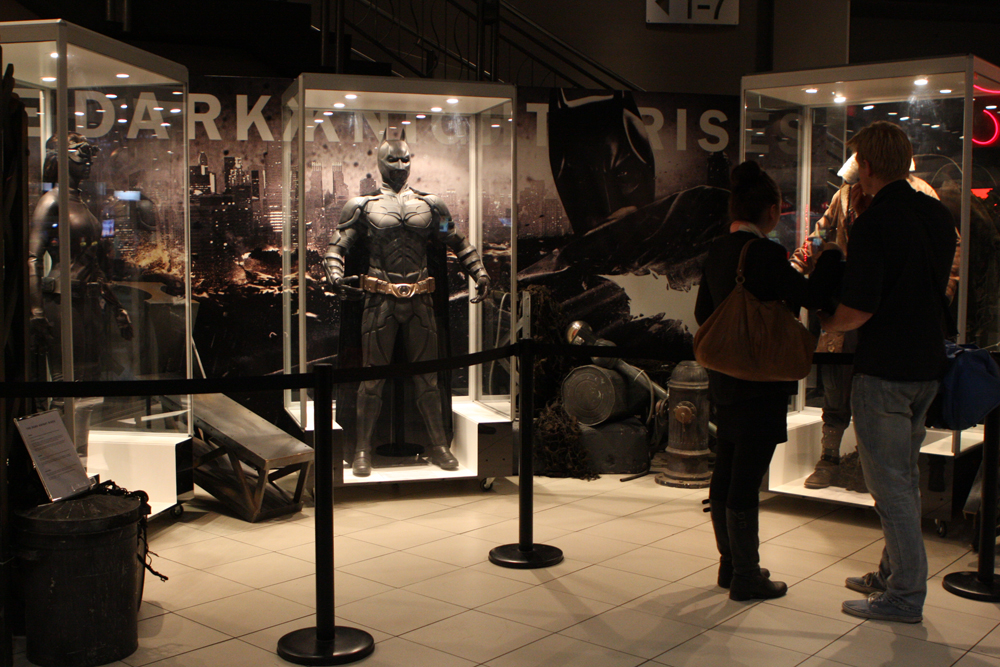
Exposition des costumes à la première du film à Sydney.
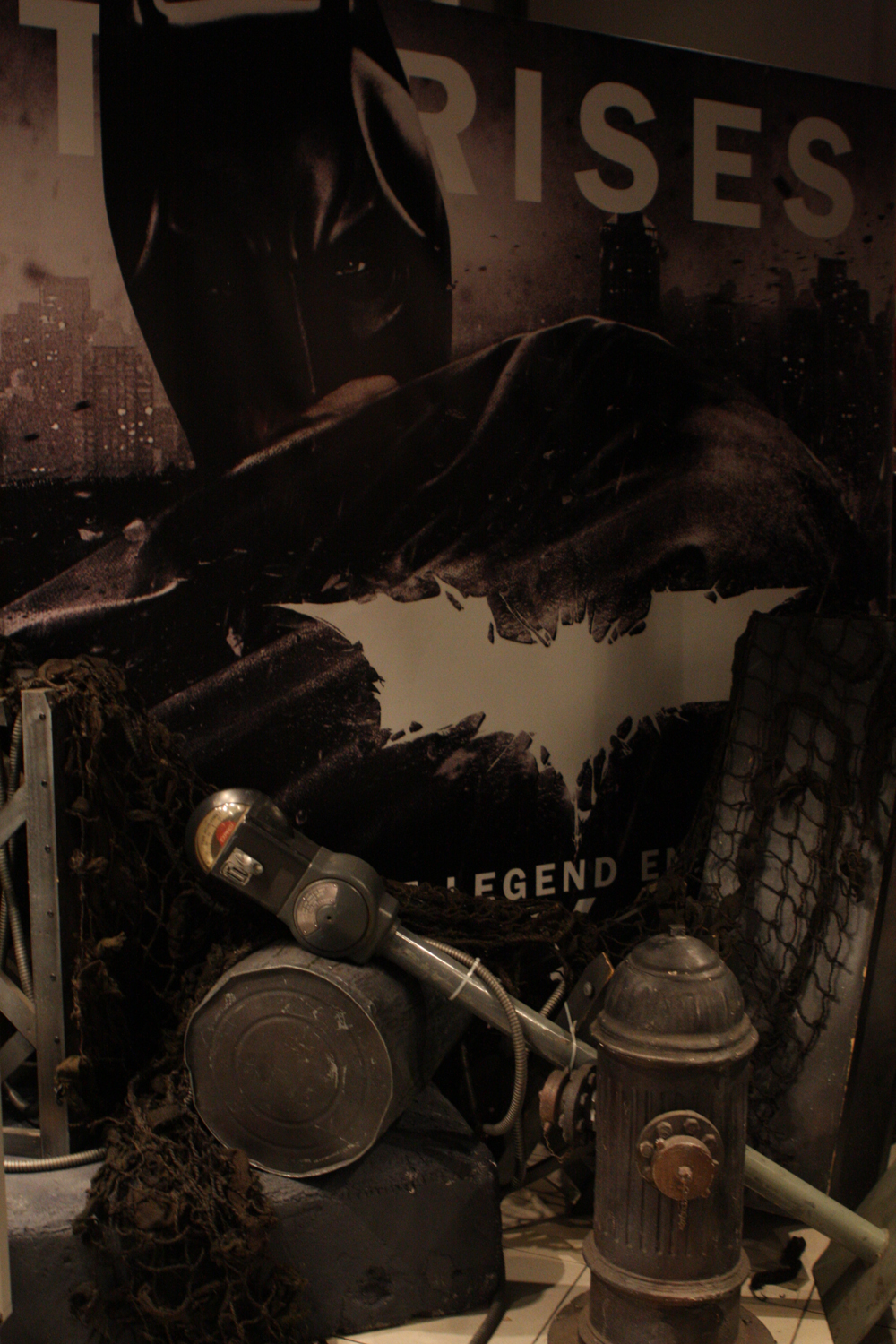
Éléments du décor, à la première du film à Sydney.
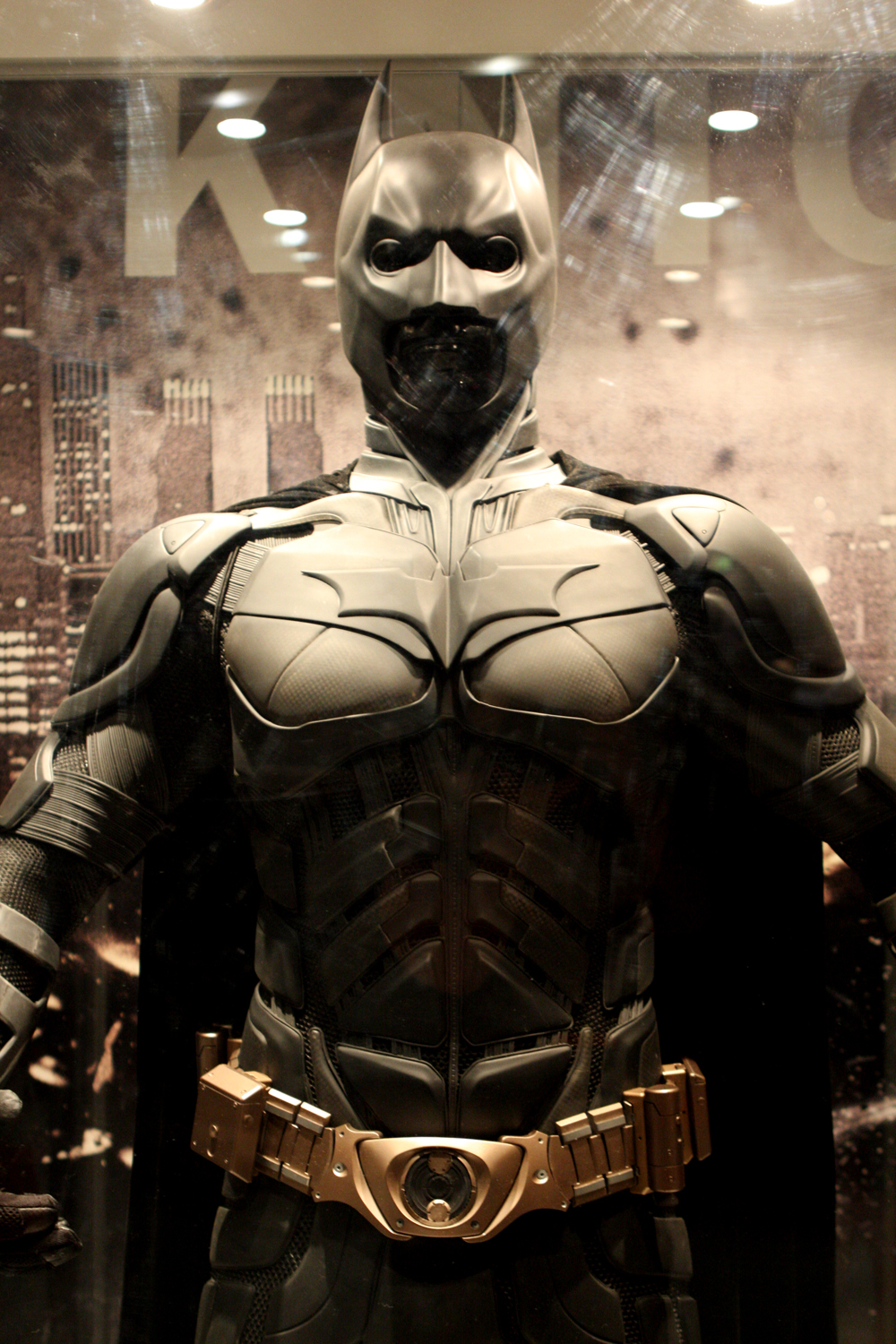
Costume de Batman, à la première du film à Sydney.
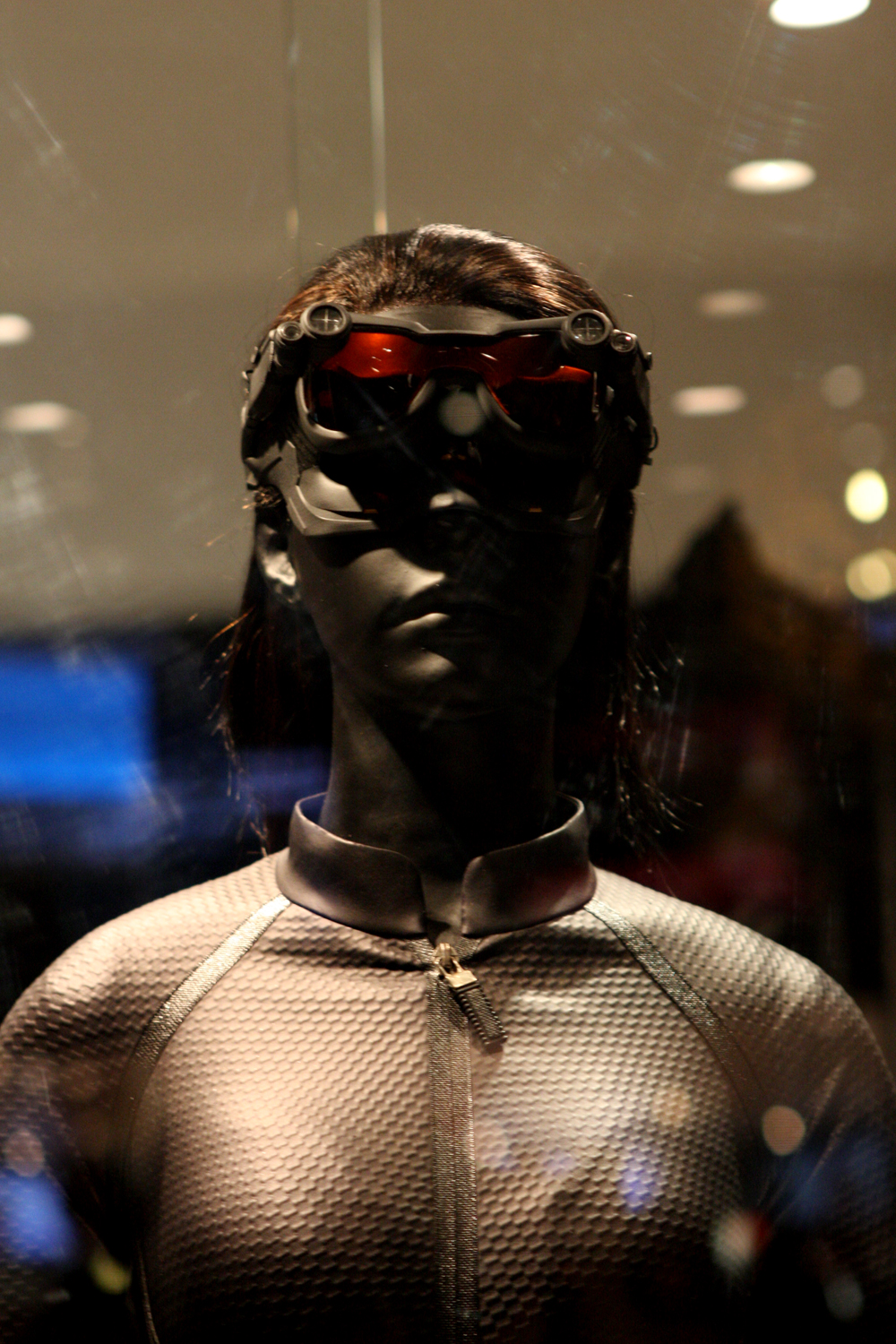
Costume de Selina Kyle, à la première du film à Sydney.
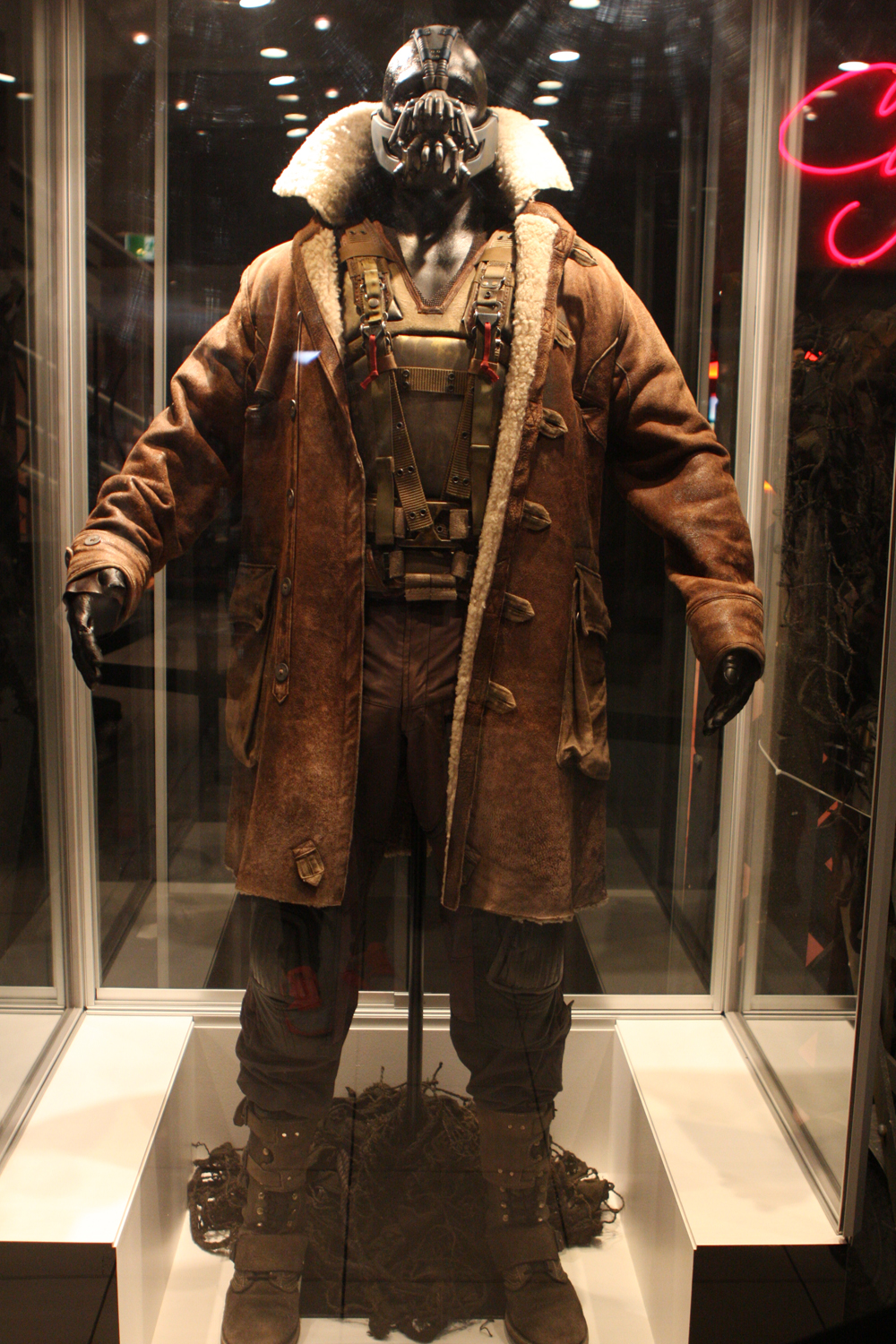
Costume de Bane, à la première du film à Sydney.
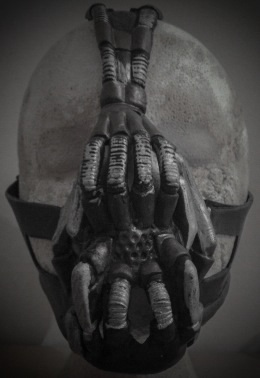
Le masque de Bane.

### Tournage

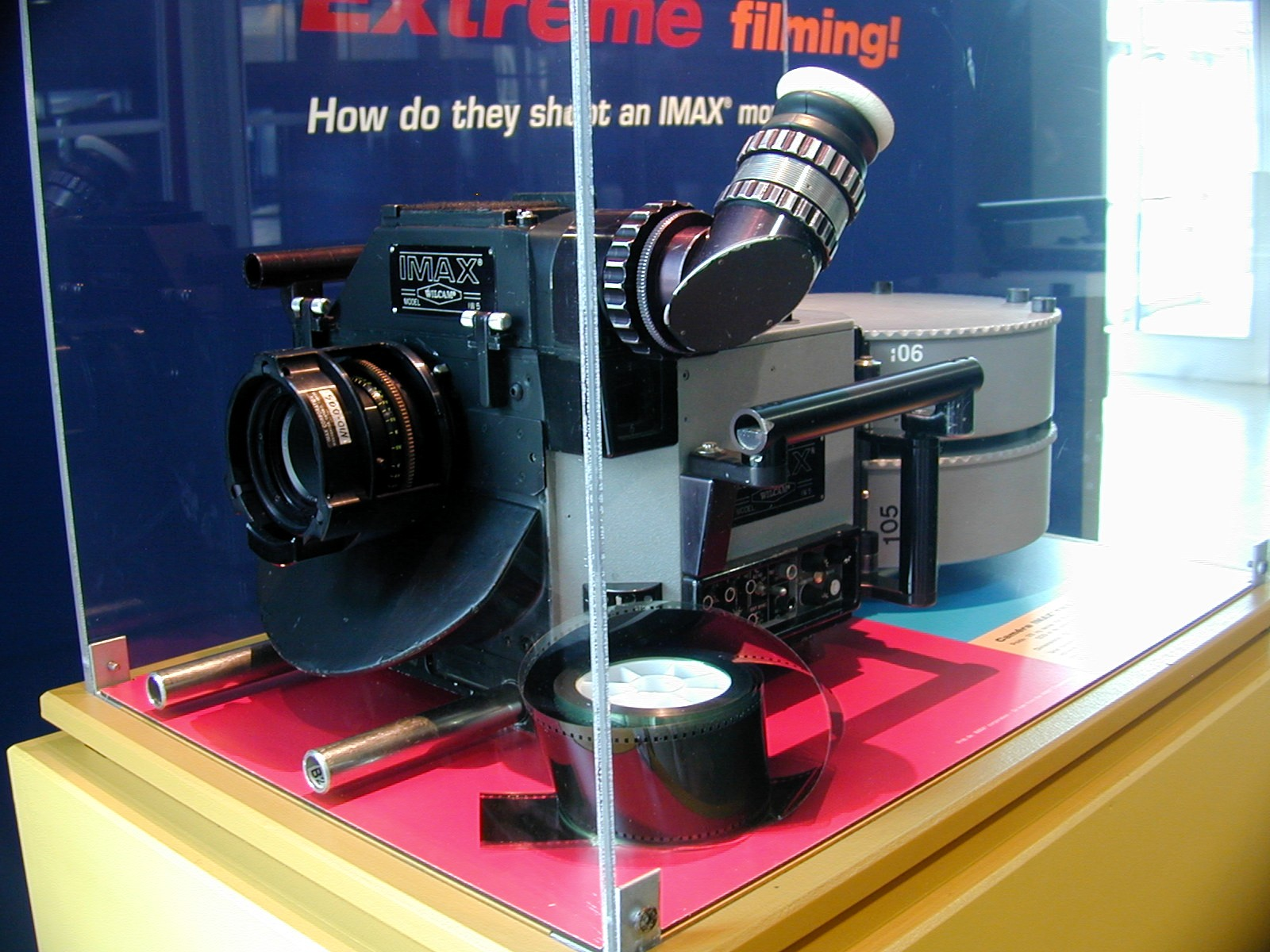
Une caméra IMAX.

Le tournage du film est réparti sur cinq pays : aux États-Unis (entre Pittsburgh, New York et Los Angeles), en Inde, en Angleterre, en Écosse et en Roumanie. L'équipe de tournage de Batman aurait été aperçue à Chicago courant février 2010 pour des repérages. D'autre part, Nolan a annoncé être emballé par les idées apportées par son frère Jonathan Nolan (coscénariste) pour le prochain opus des aventures de l'Homme Chauve-Souris : « Mon frère a amené quelques excellentes idées. » « Contrairement aux comics, les choses ne peuvent s’étendre indéfiniment dans les films et considérer cela comme étant une histoire ayant une fin utile. Envisager la fin permet de se lancer dans la bonne voie et trouver une conclusion appropriée. C’est ce que nous faisons. ».
Nolan a aussi affirmé que le film ne serait pas en 3D et qu'il réutiliserait la technologie IMAX pour une partie du film, voire pour sa totalité. Il a également précisé que l'ennemi présent dans le film ne serait pas l'Homme-Mystère, comme de nombreuses rumeurs l'affirmaient. Il a été annoncé que le tournage se ferait à La Nouvelle-Orléans, ce qui coûterait moins cher au studio, comme pour le film Green Lantern, avant que, le 2 décembre 2010, cette information soit démentie via le blog Hero Complex du Los Angeles Times. Le 15 février 2011, une photo de décors prouve que l'on retrouvera l'asile d'Arkham dans le film. Dans cette histoire, Batman utilise un Batplane et vole à travers les rues de Gotham City. Plutôt que d'utiliser des images de synthèse, Nolan a choisi de faire « voler » le jet dans les rues de Pittsburgh, ville qui représente Gotham City. En réalité, le Batplane est monté sur un véhicule roulant muni de vérins hydrauliques qui permettent de bouger l'appareil. Tout le montage sera effacé en post-production. Le film comporte sur 2 h 40 min, 1 h 12 min de séquences tournées avec des caméras IMAX MSM 9802 sur une pellicule de 65 mm 15 perforations. C'est presque deux fois plus que pour The Dark Knight. Le Digital Cinema Package du film a été envoyé aux cinémas en 4K[source insuffisante], ce qui permet aux salles équipées en projecteur 4K de profiter d'une qualité visuelle optimale.
Le tournage débute le 6 mai 2011, à Jodhpur, en Inde au Fort de Mehrangarh, avant son déroulement à Pittsburgh,. Les lieux de tournage dans la ville incluaient Heinz Field, un stade dans lequel se déroule des matches de football américain, et la participation des Pittsburgh Steelers jouant en tant qu'équipe des Gotham Rogues,,. Le tournage à Pittsburgh a également pris place à la Mellon Institute of Industrial Research (en) et à la Software Engineering Institute (en) de l'Université Carnegie-Mellon. Une lettre a été envoyée à chaque résident pour prévenir de la fermeture des routes. Les opérateurs du 911 ont été prévenus des coups de feu et autres explosions qui auront lieu pendant la production. Parmi les incidents survenus lors du tournage, la cascadeuse qui double Anne Hathaway a percuté une caméra IMAX MSM 9802 lors du pilotage du batpod.

Lieux de tournage
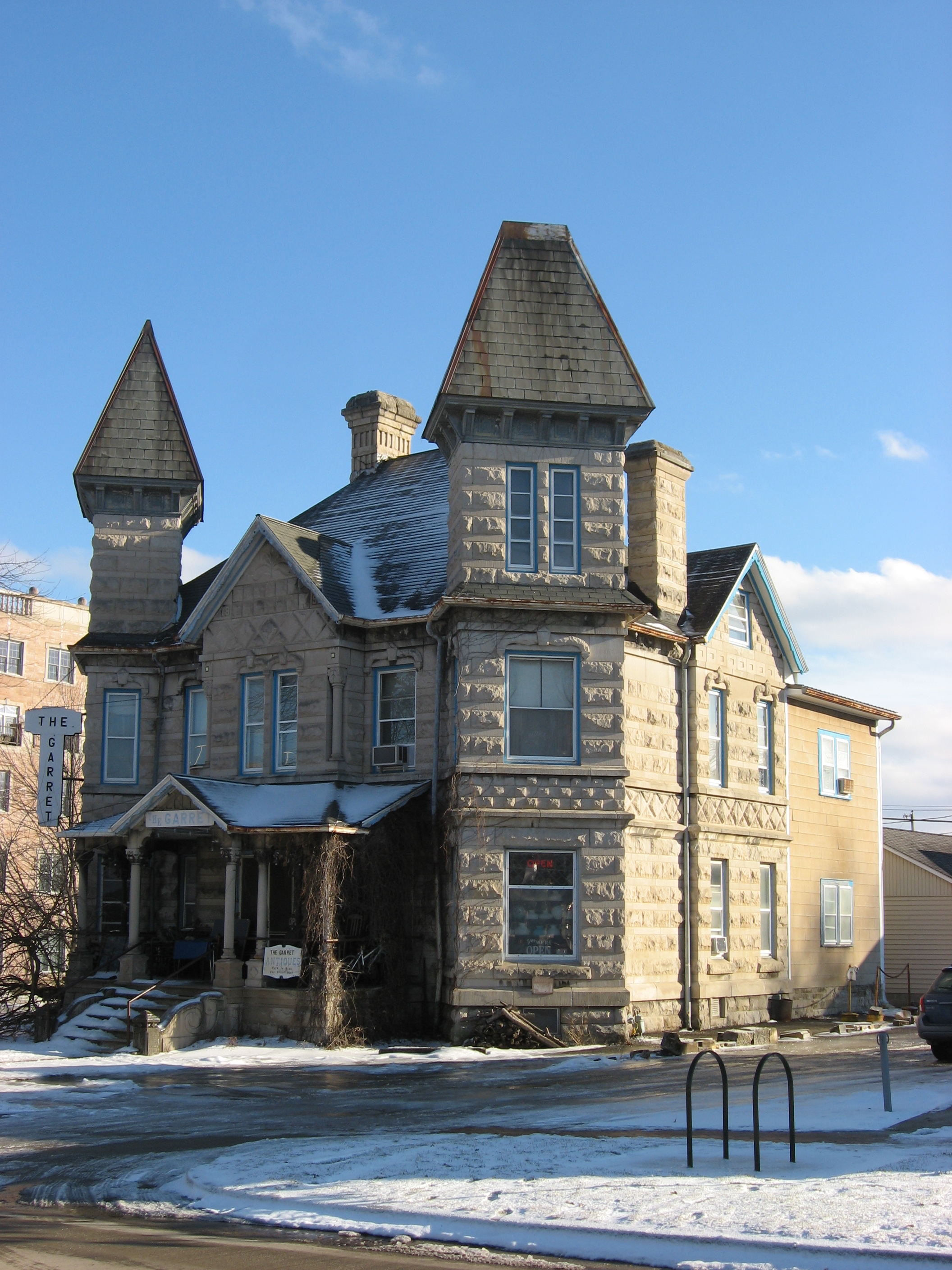
La « maison de Batman » est un bâtiment de Bloomington (Indiana) construit en 1890.
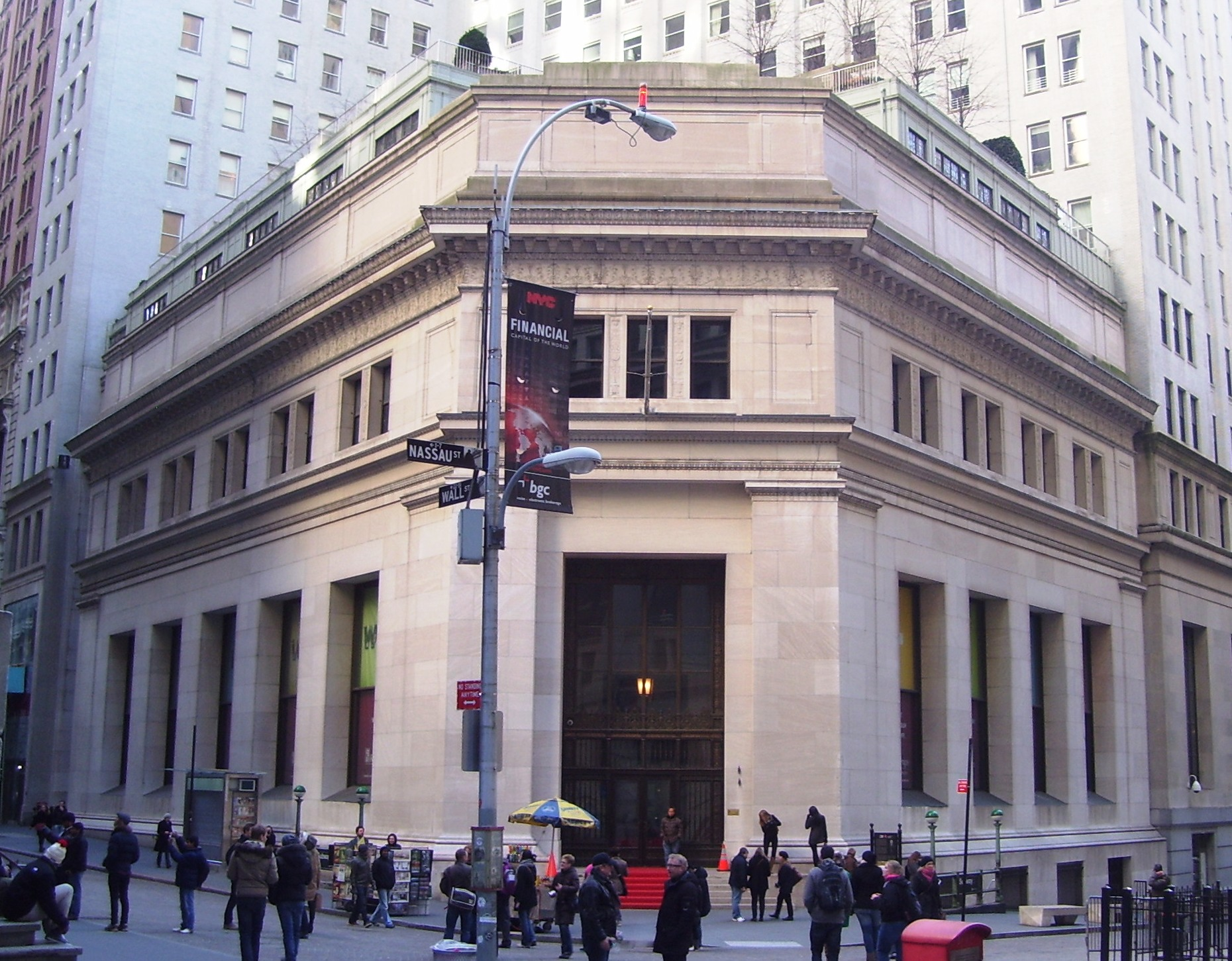
J.P. Morgan & Co., New York (Bourse de Gotham)
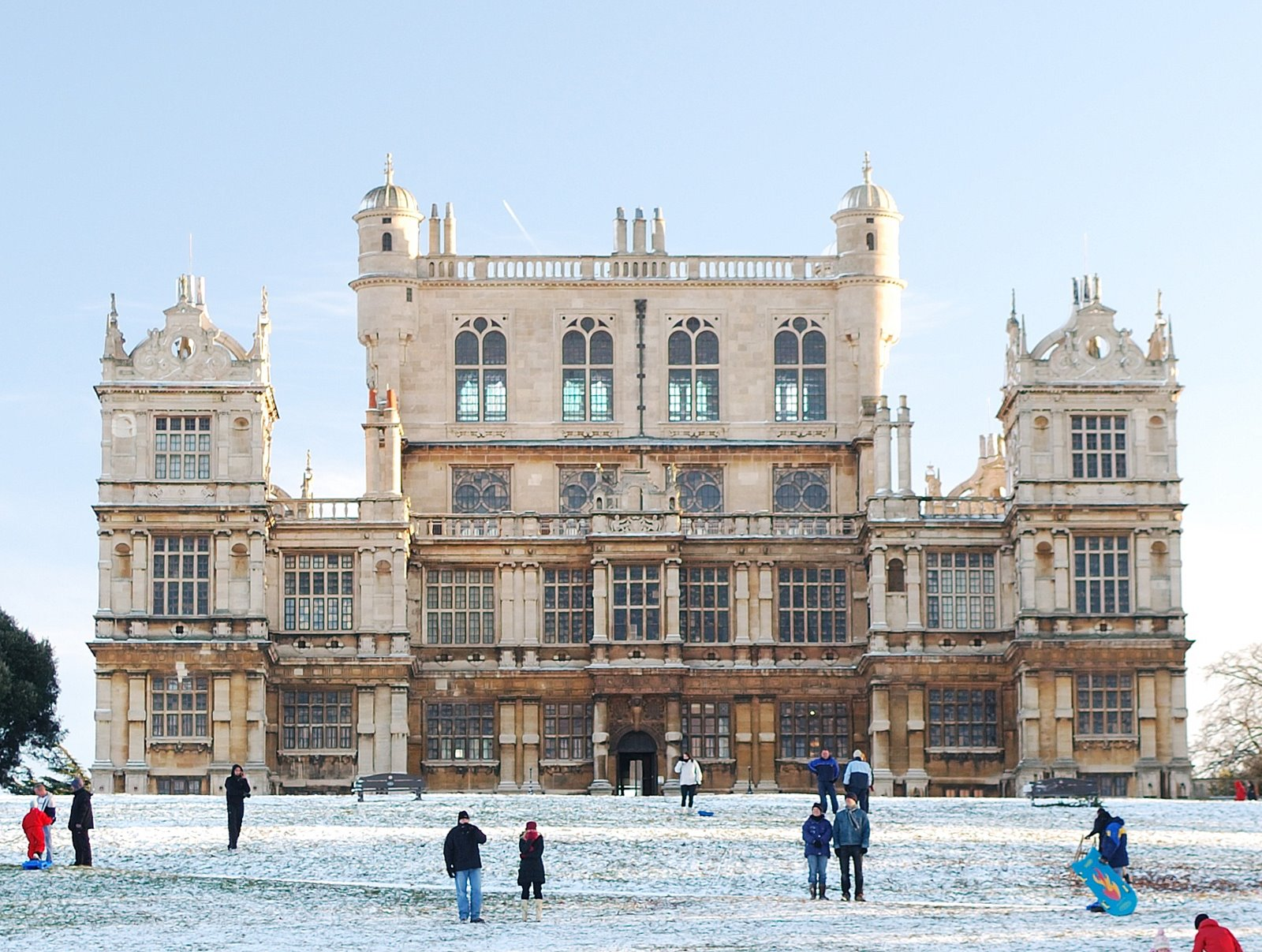
Wollaton Hall, Nottingham (Manoir Wayne)
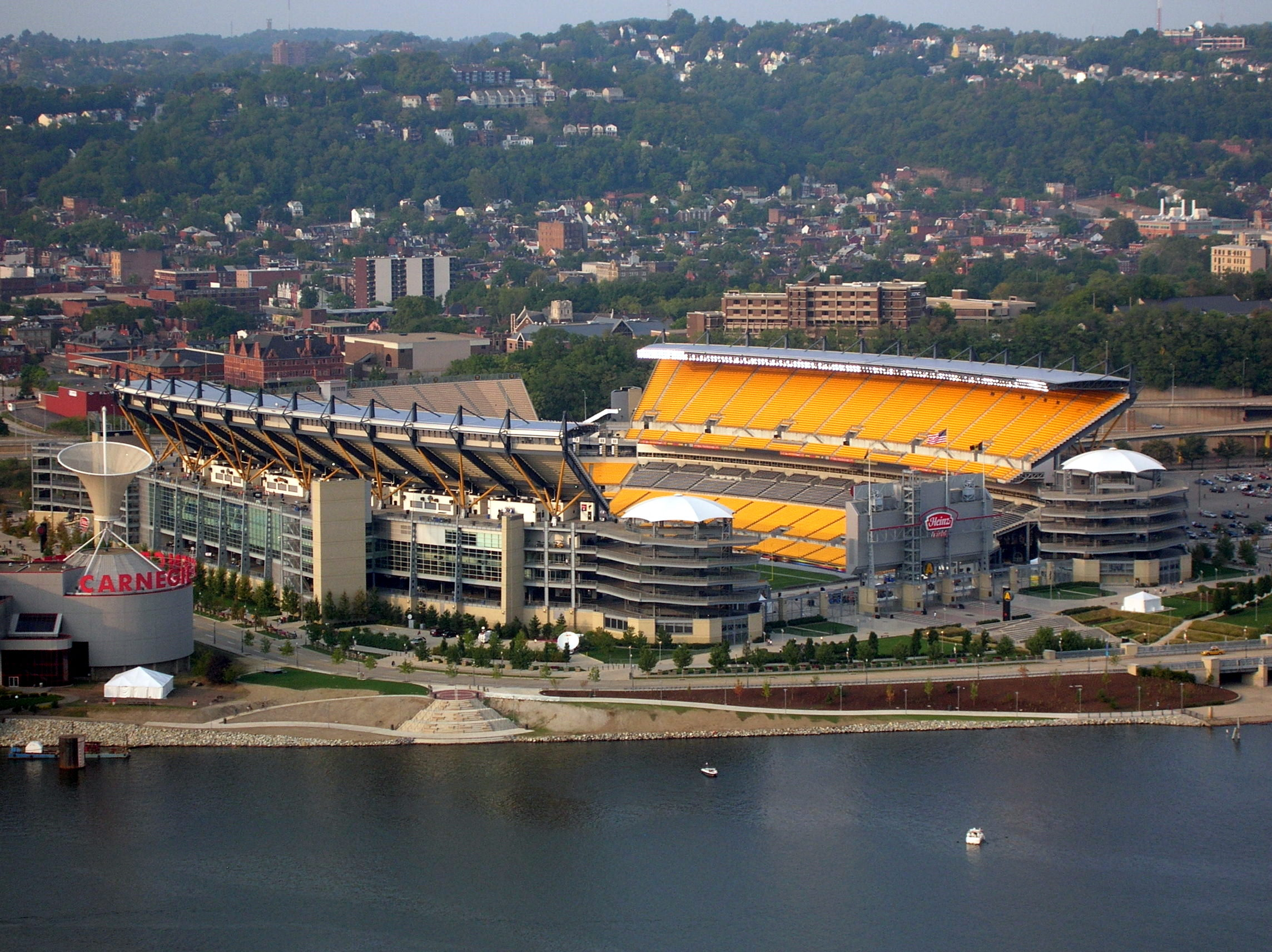
Le Heinz Field de Pittsburgh (stade dont Bane explose la pelouse)
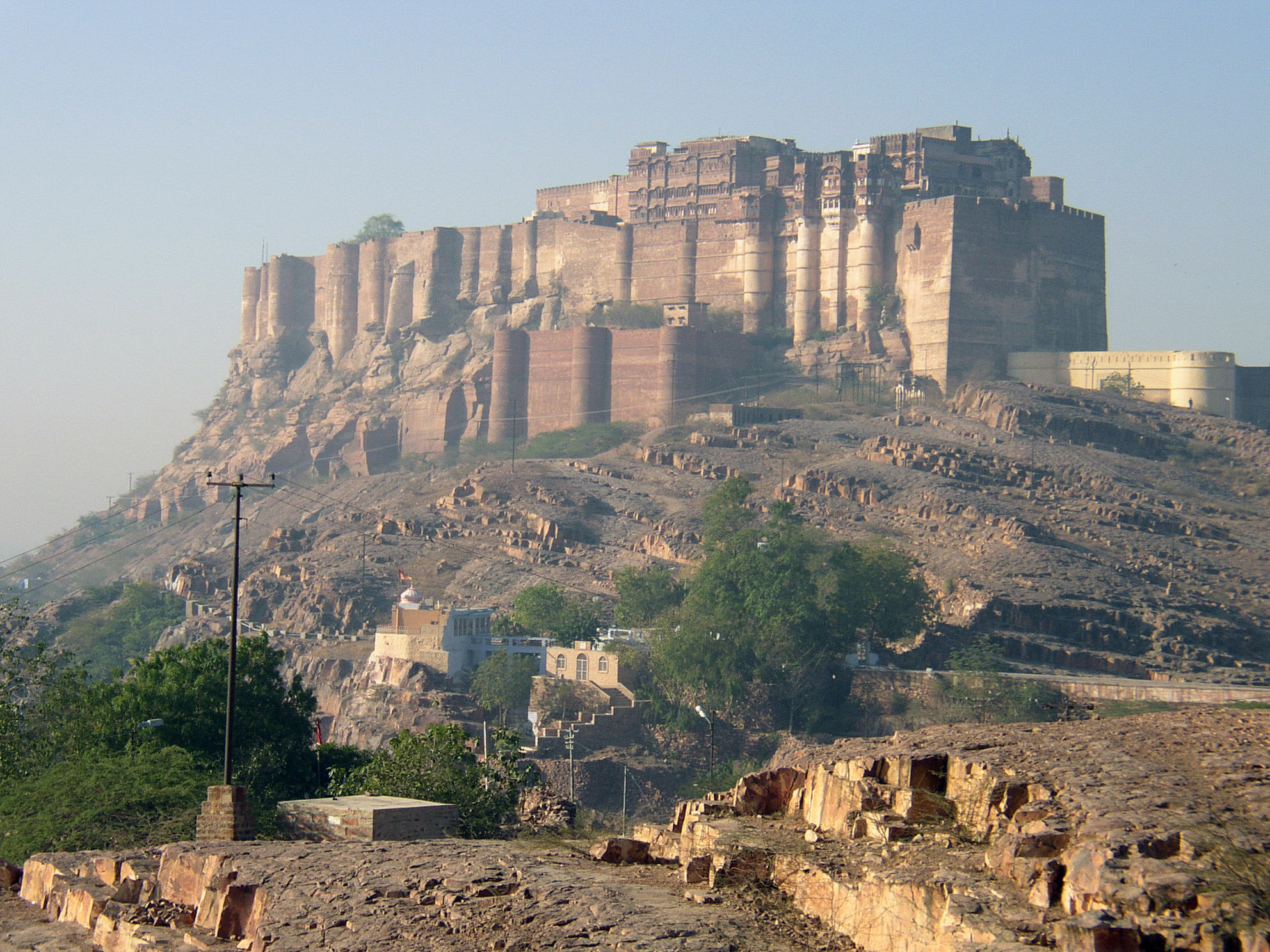
Le fort de Mehrangarh, à Jodhpur en Inde (prison dont s’échappe Talia)

## Musique

### The Chant
Entre novembre 2011 et décembre 2011, Hans Zimmer demande aux internautes d'enregistrer un bout de voix pour faire partie de la bande originale du film. Il fait part alors de cette initiative en déclarant : « J'allume le bat-signal dans le ciel pour faire appel à vous ! Nous avons besoin d’entendre vos voix ! Maintenant et fort ! Nous créons le son d’un chant mondial. Que tout le monde vienne et en fasse partie. C’est facile : il n’y a rien de faux, pas de minutage que nous pouvons corriger plus tard. Si vous marmonnez, grognez, criez ou chuchotez, c’est tout bon. Faites-le. Si vous vous arrêtez seulement à mi-parcours, pas de problème ! Faites-le seul, amenez vos amis, mais faites-le avec énergie et engagement. Faites en sorte que votre voix soit entendue et faites partie de notre aventure ! ».
Ce chant, déjà entendu dans les bandes-annonces ou le prologue du film et nommé simplement The Chant, semble être lié au personnage de Bane ; les paroles sont : « Deh-shay, deh-shay! Bah-sah-rah, bah-sah-rah! ».
Après coup, Zimmer indique que « le chant était devenu une chose compliquée, car je voulais des centaines de milliers de voix, et ce n'est pas facile de les avoir. Alors, nous avons twitté et écrit sur Internet, pour les gens voulant en faire partie. Cela semblait être une chose intéressante. Nous avons créé ce monde, lors des deux derniers films, et quelque part je pense que le public et les fans ont fait partie de celui-ci. Nous avons fait en sorte de garder cela dans leurs esprits. Et je pensais que ce serait quelque chose de sympa si notre public pouvait faire partie de la réalisation du film et en être contributeur. [...] C'était fantastique. ».

### Bande originale
Bandes originales de Batman
The Dark Knight : Le Chevalier noir
(2008) Batman v Superman : L'Aube de la justice
(2016)
La bande originale est commercialisée aux États-Unis le 17 juillet 2012. L’album contient 15 titres et la bande originale dure un peu plus de 50 minutes. Le thème principal du chevalier noir, ainsi que de nouveaux thèmes composés par Hans Zimmer sont intégrés.
| 1.  | A Storm Is Coming  | 0:37 |
| 2.  | On Thin Ice        | 2:55 |
| 3.  | Gotham's Reckoning | 4:08 |
| 4.  | Mind If I Cut In?  | 3:27 |
| 5.  | Underground Army   | 3:12 |
| 6.  | Born In Darkness   | 1:57 |
| 7.  | The Fire Rises     | 5:33 |
| 8.  | Nothing Out There  | 2:51 |
| 9.  | Despair            | 3:14 |
| 10. | Fear Will Find You | 3:08 |
| 11. | Why Do We Fall?    | 2:03 |
| 12. | Death By Exile     | 0:23 |
| 13. | Imagine The Fire   | 7:25 |
| 14. | Necessary Evil     | 3:16 |
| 15. | Rise               | 7:11 |

## Accueil

Logo alternatif

### Promotion

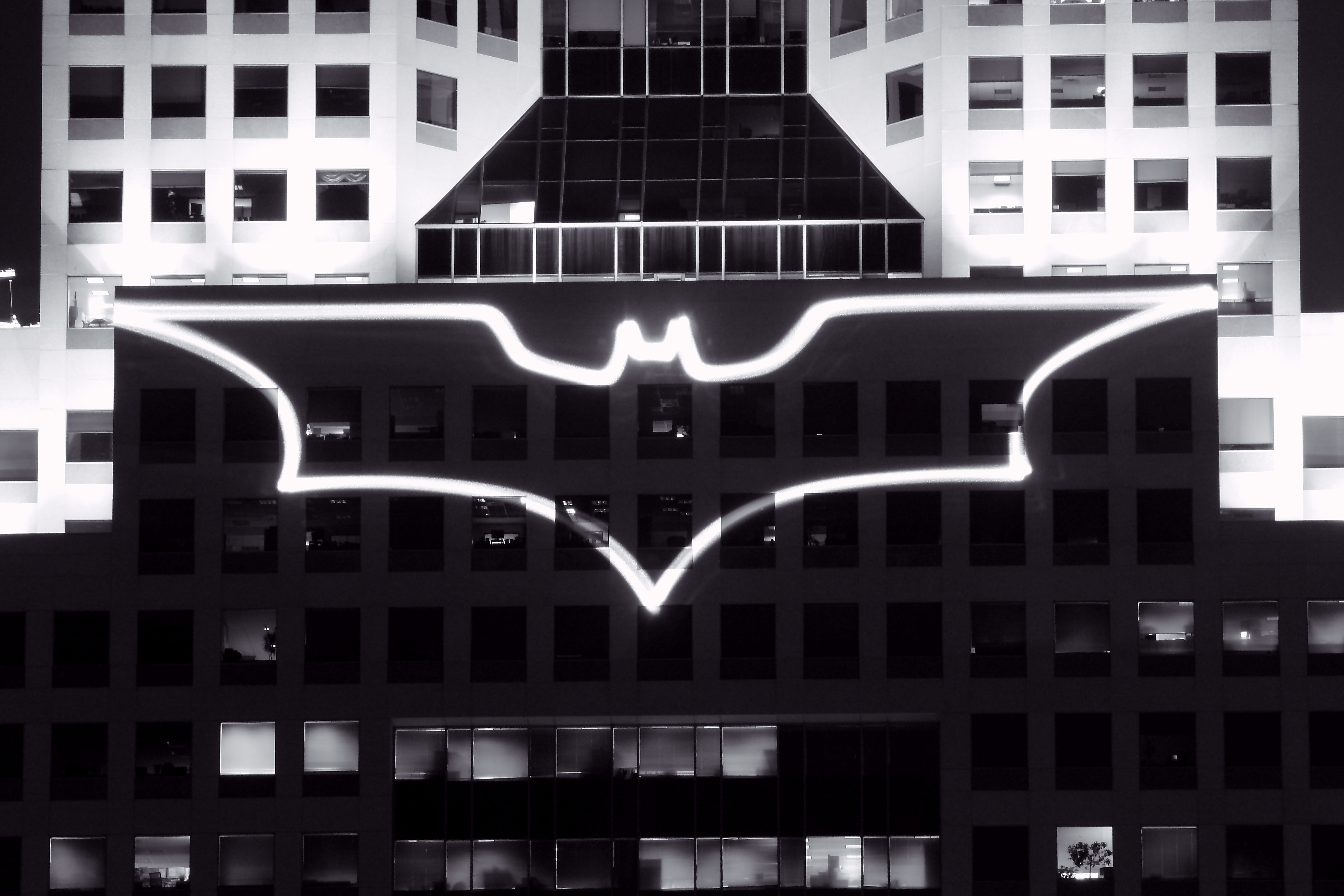
Le Bat-signal a été projeté sur la 5e avenue à New York quand avait lieu le tournage.

Le 20 mai 2011, une campagne virale commence avec le lancement du site officiel du film. Le site dévoile un écran noir, avec une musique de fond, qui après quelques recherches d'internautes dévoile un message « Fire rises » ; ce message, repris alors sur le site communautaire Twitter dévoile un nouveau lien qui renvoie sur le site du film avec une mosaïque géante, qui, une fois remplie dévoile la première photo officielle de Bane.
Le 12 juillet 2011, le site officiel a dévoilé la première affiche du film. La toute première pré-bande-annonce (ou teaser) doit être jouée avant le film Harry Potter et les Reliques de la Mort - 2e partie, sorti le 15 juillet 2011 aux États-Unis ; cependant, filmée par un spectateur lors de l'avant première de ce film au Royaume-Uni le 12 juillet 2011, la bande-annonce en question se retrouve en ligne avant l'heure. Le 18 juillet 2011, Warner Bros. lance officiellement la première bande-annonce via son site officiel. Le 22 octobre 2011, un prologue de six minutes sera joué juste avant la projection du film Mission impossible : Protocole Fantôme sur les écrans IMAX le 16 décembre 2011. Le 7 décembre 2011, deux images sont envoyées chez Wired et Empire et une autre apparaît sur le compte Twitter @thefirerises, représentant une fiche de la CIA classée confidentielle. Le 10 du même mois, une deuxième affiche du film dévoile le personnage de Bane s'éloignant d'un masque brisé. Le 19, Warner Bros. lance officiellement le 1er trailer via son site officiel et sur le site d'Apple.
La production dévoile en une dans le magazine Entertainment Weekly du 13 janvier 2012, le nouveau costume de Batman. C'est le 1er mai 2012 que Warner Bros. lance sa seconde bande-annonce avec une vague d'indices viraux à assembler pour la découvrir.
Le 15 juin 2012, un nouveau trailer présentant quelques passages inédits est diffusé à la télévision américaine. Le 9 juillet 2012, une nouvelle bande-annonce au rythme haché permettant de dévoiler de nombreuses images inédites est diffusée. Le 18 juillet 2012, l’avant-première européenne du film, à Londres, est retransmise en direct sur le site internet YouTube.

### Sortie
Une fusillade a lieu le 20 juillet 2012 dans le cinéma du centre commercial de la ville d'Aurora au Colorado, un jeune homme identifié comme étant James Holmes serait arrivé au cinéma avec un gilet pare-balle et un masque à gaz. Il a d'abord lancé une bombe fumigène puis a ouvert le feu au hasard tuant par balle douze personnes venues assister à la première projection du film. Dix personnes sont mortes sur place et deux autres après avoir été transportées à l'hôpital. Le tireur en a blessé cinquante-huit autres. Le suspect a été arrêté. Après ce drame, les studios Warner annulent l'avant-première de Batman à Paris aux Champs-Élysées. Toute la promotion française en est arrêtée et les acteurs Marion Cotillard et Morgan Freeman annulent leur visite au 20 heures de TF1, qui aurait dû prendre place le lendemain.
Le compositeur de la musique du film, Hans Zimmer, réalise, à Londres, quelques jours après le drame, un morceau inédit, Aurora, disponible sur les plateformes de téléchargement. Ce titre est créé pour rendre hommage aux victimes de la tuerie et les fonds récoltés leur sont destinés. L'acteur principal, Christian Bale, décide de rendre visite aux victimes de la fusillade à l’hôpital de Denver. Accompagné de sa femme, il rencontre sept patients et se rend à un mémorial improvisé, dédié aux personnes décédées, à proximité du cinéma.

### Accueil critique
The Dark Knight Rises reçoit des critiques très favorables. Beaucoup l'ont désigné comme l'un des meilleurs films de 2012 et les années 2010 et les films de super-héros de tous les temps,,,,,,.
L'agrégateur de critiques de films américain Rotten Tomatoes a attribué au film une note de satisfaction de 87 % sur la base de 377 commentaires de clients et une note moyenne de 8,01⁄10. Le consensus critique du site Web est le suivant : « The Dark Knight Rises est un film d'action ambitieux, réfléchi et puissant qui conclut de manière spectaculaire la franchise de Christopher Nolan. » Un autre agrégateur de critiques, Metacritic, attribue au film une note moyenne pondérée de 78⁄100, sur la base de 45 critiques, indiquant des « critiques généralement favorables ». CinemaScore a indiqué que le public avait attribué au film une note moyenne de « A » sur une échelle de A + à F. MRQE a attribué au film une note de 83/100. La Broadcast Film Critics Association a attribué au film une note de 91/100.

### Héritage
Le film a été noté comme influent. discussingfilm l'a classé 7ème meilleur film de la décennie.Forbes l'a nommé le meilleur film de super-héros de tous les temps.The Daily Telegraph le classant notamment comme l'un des meilleurs de tous les temps.
classé 339e meilleur film du siècle dans un sondage New York Times. En 2014, Empire Magazine a classé The Dark Knight Rises comme le 72e plus grand film jamais réalisé sur sa liste des « 301 plus grands films de tous les temps », selon le vote des lecteurs du magazine. Il a été élu 8e meilleur film de super-héros selon un sondage réalisé auprès de 1 000 adultes britanniques par Virgin Media en 2018. Total Film l'a nommé 48e meilleur film des années 2010. Den of Geek l'a classé #61 sur leur liste des meilleurs films de la décennie. Les critiques de cinéma Richard Roeper et Roe Conn du Chicago Sun-Times, pour leur podcast « Meilleurs films de la décennie », ont classé The Dark Knight Rises parmi leur liste des meilleurs films d'action de la décennie. En 2019, lors d'un sondage organisé par LADbible, The Dark Knight Rises a été élu meilleur film de la décennie 2010-2019. Robbie Collin du Daily Telegraph l'a souvent nommé n°1 sur sa liste annuelle des 25 meilleurs films de super-héros. Bane a été considéré comme l’un des meilleurs méchants du cinéma de tous les temps,,,,,. Marion Cotillard performance a été saluée et est considérée comme l'une des meilleures méchantes féminines du cinéma,,,.

### Box-office
Au box-office mondial, le film atteint le milliard de dollars de recette lors du week-end du 31 août au 2 septembre 2012 avec 1 114 976 407 $. Ce qui le place au 12e rang des plus gros succès de tous les temps à ce moment, devant le précédent volet de la trilogie de Nolan qui perd ainsi une place au classement. The Dark Knight Rises devient le treizième film à dépasser le milliard de dollars de recette à travers le monde.
Il dépasse Star Wars, épisode I : La Menace fantôme pour s'installer à la 10e place du classement des plus gros succès de tous les temps lors du week-end du 7 au 9 septembre 2012. Trois semaines plus tard, pendant le week-end du 21 au 23 septembre, le film s'installe définitivement entre Pirates des Caraïbes : Le Secret du coffre maudit et Le Seigneur des anneaux : Le Retour du roi, à la 7e place de ce même classement avec des recettes estimées à 1 066 818 000 $.
En France, ce nouvel opus réalise le 3e meilleur démarrage de l'année avec 1 835 000 spectateurs lors de la première semaine après sa sortie au cinéma. L'un des films les plus attendus de l'année 2012, il obtient une moyenne de 4,4/5 sur Allociné.fr pour plus de 18 000 notes spectateurs. Si les performances des acteurs ont été largement saluées, la prestation de Marion Cotillard a cependant été critiquée aux États-Unis et en France, particulièrement pour sa scène finale. Il totalise en tout 4 413 773 entrées en France.
| Pays ou région    | Box-office        | Date d'arrêt du box-office | Nombre de semaines |
| ----------------- | ----------------- | -------------------------- | ------------------ |
| États-Unis Canada | 448 139 099 $,    | 13 décembre 2012           | 21                 |
| France            | 4 413 773 entrées | 30 octobre 2012            | 14                 |
| Total mondial     | 1 114 976 407 $   | 13 décembre 2012           | 21                 |

### Controverses

#### Autour de la signification politique du film
Aux États-Unis, le film a donné lieu à diverses controverses concernant la signification politique de ce film : des républicains y voient un film pro-démocrate, tandis que des démocrates y voient un film pro-républicain. En France certains y décèlent une vision réactionnaire et conservatrice,,. Le Monde rappelle les controverses autour des positions politiques réactionnaires du scénariste Frank Miller, qui a contribué à la renaissance de Batman.
Le réalisateur du film, Christopher Nolan, déclare que ce film ne contient pas de message particulier d'un point de vue politique et que chacun est libre de l'interpréter à sa façon en fonction de ses opinions.
En Angleterre, concernant la situation sociale après la révolte menée par Bane, The Guardian la qualifie d'anarchie et considère que « The Dark Knight Rises contient une vision audacieusement capitaliste, radicalement conservatrice et justicière, qui avance de façon sérieuse, frémissante qu'il faut suivre les choix des riches dès lors qu'ils affirment vouloir faire le bien. Mitt Romney serait ravi. »

#### Autour de Marion Cotillard
Marion Cotillard, l'actrice interprète de Talia al Ghul, doit faire face à des critiques devenues virales fustigeant sa performance dans la scène montrant l'agonie de son personnage. Bien que validées par le réalisateur dans le montage final du film, ces quelques secondes deviennent un phénomène internet menant même à la création d'un blog Tumblr moqueur intitulé « People dying like Marion Cotillard » (« Des gens mourant comme Marion Cotillard ») pour recenser les internautes imitant le jeu de l'actrice. L'émission Le Petit Journal approche plusieurs grands acteurs français au festival du film d'Angoulême pour leur demander de se joindre à la farce, tandis que le magazine Première juge la séquence à la fois « cultissime » et « ridicule et risible ». D'aucuns estiment cependant qu'elle fait les frais de la déception des spectateurs envers un scénario jugé parfois trop rapide, voire incohérent. Quelques mois plus tard, lors d'une table ronde animée par le Hollywood Reporter, l'actrice ne mentionne pas Nolan lorsqu'on lui demande la liste des réalisateurs qu'elle admire, alors même qu'elle vient de tourner deux immenses succès avec lui (Inception puis The Dark Knight Rises) ; Nathalie Epoque, dans L'Obs, y voit un possible signe que Cotillard reproche au réalisateur sa direction d'acteurs.
Seules quelques voix la défendent alors, clamant que Christopher Nolan « aurait dû monter une autre prise » plutôt que de sélectionner celle qui a été décriée. Ce n'est que quatre ans plus tard que Marion Cotillard s'exprime pour la première fois sur le sujet. Elle admet avoir trouvé les réactions de l'époque « disproportionnées » et estime qu'« il y a des choses qui peuvent blesser ».

## Distinctions
Entre 2011 et 2018, le film The Dark Knight Rises a été sélectionné 103 fois dans diverses catégories et a remporté 45 récompenses,.
- Golden Trailer Awards 2012[125] : Meilleure bande-annonce de l'année
- International Online Film Critics' Poll 2012 : Meilleurs effets spéciaux
- Denver Film Critics Society Awards 2013 : Meilleure musique de film

## Produits dérivés
Parmi les produits dérivés du film, on peut citer plusieurs gammes de figurines. Gameloft a également sorti un jeu vidéo adapté du film, en 2D sur téléphone mobile et Windows Mobile et en 3D sur iOS et Android.